# Parasteatoda campanulata
Parasteatoda campanulata là một loài nhện trong họ Theridiidae.
Loài này thuộc chi Parasteatoda. Parasteatoda campanulata được Jun Chen miêu tả năm 1993.